# هومووانیلیل الکل
هومووانیلیل الکل (به انگلیسی: Homovanillyl alcohol) با فرمول شیمیایی C۹H۱۲O۳ یک ترکیب شیمیایی با شناسه پاب‌کم ۱۶۹۲۸ است. که جرم مولی آن ۱۶۸٫۱۹ g/mol می‌باشد. 